# Gmina Ozimek
Die Gmina Ozimek [ɔˈʑimɛk] ist eine Stadt-und-Land-Gemeinde im Powiat Opolski der Woiwodschaft Opole in Polen. Ihr Sitz ist die gleichnamige Stadt (deutsch Malapane) mit etwa 8900 Einwohnern.

## Geographie
Die Gemeinde liegt 20 km östlich von der Kreis- und Woiwodschaftshauptstadt Opole (Oppeln) entfernt. Zu den Gewässern gehören die Mała Panew und der Turawa-Stausee.

## Geschichte
Ozimek war seit 1954 eine städtische Siedlung und erhielt im Jahre 1962 das Stadtrecht.

### Bevölkerung
In der Gemeinde Ozimek lebten im Jahr 2002 laut der im selben Jahr durchgeführten Volkszählung 21.641 Einwohner. Davon gaben 15.127 Einwohner (69,9 %) die polnische Nationalität an. 5195 Personen (24 %) gaben eine andere Nationalität an. Darunter: 4053 Einwohner (18,7 %) mit deutscher Nationalität und 1121 (5,2 %) mit der nicht anerkannten „schlesischen“ Nationalität. 6,1 % der Bevölkerung (1319 Einwohner) gaben bei der Befragung keine Nationalität an.

## Politik

### Gemeindevorsteher
An der Spitze der Gemeindeverwaltung steht der Gemeindevorsteher. Dies war viele Jahre Jan Labus, der im November 2019 verstarb. Zu seinem Nachfolger wurde Mirosław Wieszołek vom Wahlkomitee „Gemeinsam für Ozimek“ gewählt. Dieser wurde bei der turnusmäßigen Neuwahl im April 2024 ohne Gegenkandidaten mit 82,8 % der Stimmen wiedergewählt.
Die nach dem Tod von Labus notwendige Neuwahl im Februar 2020 führte zu folgendem Ergebnis:
- Mirosław Wieszołek (Wahlkomitee „Gemeinsam für Ozimek“) 57,5 % der Stimmen
- Krzysztof Koźlik (Wahlkomitee Deutsche Minderheit) 29,5 % der Stimmen
- Joanna Bachłaj (parteilos) 9,9 % der Stimmen
- Ryszard Gajda (Wahlkomitee Ryszard Gajda) 3,2 % der Stimmen

Damit wurde Wieszołek bereits im ersten Wahlgang zum neuen Bürgermeister gewählt.
Die turnusmäßige Wahl im Oktober 2018 brachte folgendes Ergebnis:
- Jan Labus (Wahlkomitee Jan Labus) 59,1 % der Stimmen
- Krzysztof Kleszcz (Wahlkomitee Krzystof Kleszcz) 12,9 % der Stimmen
- Józef Juros (parteilos) 11,9 % der Stimmen
- Ryszard Gajda (Wahlkomitee Ryszard Gajda) 9,8 % der Stimmen
- Kewin Adamczyk (Prawo i Sprawiedliwość) 3,3 % der Stimmen
- Aleksandra Bartnicka-Szewczyk (Wahlkomitee Aleksandra Bartnicka-Szewczyk) 3,1 % der Stimmen

Damit wurde Labus bereits im ersten Wahlgang wiedergewählt. Er starb jedoch im November 2019, womit eine Neuwahl notwendig wurde. 

### Gemeinderat
Der Gemeinderat besteht aus 15 Mitgliedern und wird direkt gewählt. Die Gemeinderatswahl 2024 führte zu folgendem Ergebnis:
- Wahlkomitee „Gemeinsam für Ozimek“ 46,5 % der Stimmen, 7 Sitze
- Wahlkomitee Leszek Jaremko 16,1 % der Stimmen, 2 Sitze
- Trzecia Droga (TD) 14,0 % der Stimmen, kein Sitz
- Schlesische Kommunalverwaltung (Deutsche Minderheit) 10,4 % der Stimmen, 4 Sitze
- Wahlkomitee „Vorwärts Ozimek“ 8,7 % der Stimmen, 1 Sitz
- Wahlkomitee Arkadiusz Lech 4,3 % der Stimmen, 1 Sitz

Die Gemeinderatswahl 2018 führte zu folgendem Ergebnis:
- Wahlkomitee Jan Labus 24,5 % der Stimmen, 6 Sitze
- Wahlkomitee Krzystof Kleszcz 21,4 % der Stimmen, 2 Sitze
- Wahlkomitee „Gemeinsam für Ozimek“ 15,8 % der Stimmen, 3 Sitze
- Wahlkomitee Deutsche Minderheit 15,6 % der Stimmen, 4 Sitze
- Wahlkomitee Ryszard Gajda 11,1 % der Stimmen, kein Sitz
- Prawo i Sprawiedliwość (PiS) 7,4 % der Stimmen, kein Sitz
- Wahlkomitee Aleksandra Bartnicka-Szewczyk 4,1 % der Stimmen, kein Sitz

Anmerkung: Die unterschiedliche Reihenfolge von Stimmenanteil und Sitzzahl ist durch die Mehrheitswahl in 15 Einpersonenwahlkreisen bedingt.

### Partnerschaften
- Heinsberg, Nordrhein-Westfalen; seit 1992
- Rýmařov, Tschechien; seit 1997

Städtefreundschaft mit:
- Schotten, Hessen.

## Gliederung
Die Stadt-und-Land-Gemeinde Ozimek umfasst ein Gebiet von 126,5 km², auf dem fast 20.000 Menschen leben. Neben dem gleichnamigen Hauptort gliedert sich die Gemeinde in folgende Dörfer mit Schulzenämtern:
- Antoniów (Antonia)
- Biestrzynnik (Ringwalde, bis 1932: Biestrzinnik oder Biestrzinnek)
- Chobie (Chobie, 1934–1945: Koben)
- Dylaki (Dylocken, 1936–1945: Thielsdorf)
- Grodziec (Friedrichsgrätz)
- Krasiejów (Krascheow, 1936–1945: Schönhorst)
- Krzyżowa Dolina (Kreuzthal)
- Mnichus (Münchhausen)
- Pustków (Pustkow, 1936–1945 Wüsten)
- Schodnia (Schodnia, 1936–1945 Ostdorf O.S.)
- Szczedrzyk (Sczedrzik, 1934–1945 Hitlersee)

Die Gemeinde umfasst noch die Ortschaften: Nowa Schodnia (Neu Schodnia) und Jedlice (Jedlitze).